# Charlie Laine
Charlie Laine (Marion, 31 gennaio 1984) è un'attrice pornografica e modella statunitense.

## Biografia

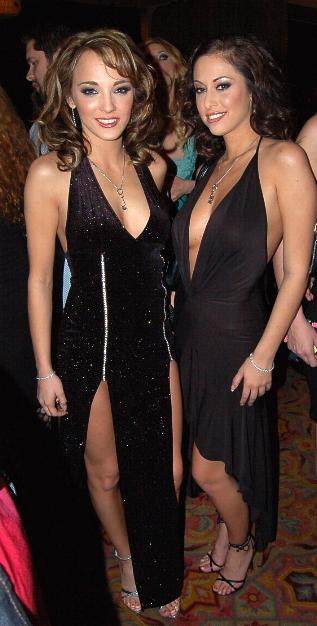
Charlie Laine (a sinistra) e Cassia Riley nel 2006

Charlie Laine interruppe la scuola superiore all'età di 17 anni. Iniziò a lavorare nell'industria per adulti a 18 anni, nel novembre del 2002. Si trasferì in Florida, dove fece la modella, prima di ritornare nel Wisconsin. Postò il suo profilo su un sito per modelle ed un agente la contattò per farla lavorare per le riviste Hustler, Penthouse e Chéri.
Sebbene sia una bruna naturale, in alcuni dei suoi lavori appare con i capelli tinti di rosso. Ha dichiarato di non sentirsi a suo agio nel lavorare con gli uomini. Anche se lavora solo con altre donne in scene lesbo, ha dichiarato di essere bisessuale. Le colleghe con le quali preferisce lavorare sono Renee Perez, Celeste Star, e Jenna Haze.
Nel 2005 ha firmato un contratto della durata di un anno, senza esclusiva, con la Metro Studios e l'Astrux Entertainment. È stata la Pet of the month di febbraio 2006 per Penthouse. Nel 2006 è apparsa nello show radiofonico The Howard Stern Show.
È stata la co-presentatrice dello show su internet dal titolo Almost Live with Gary Garver ed è anche apparsa in un episodio di Fat Guy Nation prodotto da National Lampoon.com. Alla sua seconda apparizione al The Howard Stern Show ha partecipato nella competizione al titolo di donna nuda più forte al mondo.
Nel 2009, la Laine è stata ingaggiata come presentatrice della serie in pay per view dal titolo Too Much For TV, nella quale intervista gente per strada sul sesso e cerca di convincerle ad entrare in studio.
Tra le varie produzioni, Charlie viene spesso scritturata per incontri di wrestling erotico per alcune case di produzione californiane insieme ad altre star come Cali Logan, Sinn Sage e Crystal Summers. Non particolarmente abile nel wrestling, Charlie si è creata un ruolo di "Jobber" negli incontri di lotta contro le avversarie diventando popolare nel ruolo della lottatrice perdente.

## Riconoscimenti
- 2009 AVN Award nominee – Best All-Girl 3-Way Sex Scene for Jack's Bigg Ass Show 7[6]

## Filmografia
- Cockless 21 (2002)
- Ball Gagged and Barefoot (2003)
- Cockless 22 (2003)
- Cockless 24 (2003)
- Cockless 25 (2003)
- Dawn of the Debutantes 11 (2003)
- Dirtier Debutantes 4 (2003)
- Dirty Girlz 2 (2003)
- Eager Beavers 6 (2003)
- Fem Bella (2003)
- Fresh Porn Babes 2 (2003)
- Girls Like To Tie Girls (2003)
- Girls On Parade (2003)
- Girls School 6 (2003)
- Hot Showers 14 (2003)
- Linked (2003)
- Liquid (2003)
- More Dirty Debutantes 249 (2003)
- More Dirty Debutantes 257 (2003)
- More Dirty Debutantes 258 (2003)
- More Dirty Debutantes 259 (2003)
- More Dirty Debutantes 273 (2003)
- More Dirty Debutantes 275 (2003)
- More Dirty Debutantes 276 (2003)
- No Man's Land Director's Choice (2003)
- Pin-ups (2003)
- Pussy Foot'n 7 (2003)
- Pussyman's Decadent Divas 21 (2003)
- Sex Trials (2003)
- Teen Spirit 5 (2003)
- Three Timing (2003)
- Unbelievable Sex 3 (2003)
- Where The Girls Sweat 8 (2003)
- Young Girls' Fantasies 4 (2003)
- Bad Ass Biker Girls (2004)
- Barely Legal 46 (2004)
- Bob's Video 189: Nylons in the Waiting Room (2004)
- Bob's Video 190: Who Needs Guys (2004)
- Chapter X (2004)
- Close-ups (2004)
- Club Inferno (2004)
- Firebush 2 (2004)
- Girl on Girl 1 (2004)
- Girl To Girl (2004)
- Girls Only Club (2004)
- Good Girls Suck Toes (2004)
- Horny Girls (2004)
- House Party 1 (2004)
- Innocence Baby Blue (2004)
- Jack's Playground 11 (2004)
- Jamie Lynn's An Animal (2004)
- Lipstick Lesbians 2 (2004)
- Lovin' Porn (2004)
- Marty Zion's Beautiful Girls (2004)
- Marty Zion's Perfection (2004)
- More Dirty Debutantes 296 (2004)
- Muff 1 (2004)
- Mystified 2: The Quest (2004)
- Notty Moments (2004)
- Penny's Dark Side Rant (2004)
- Perfect Ten (2004)
- Pussy Party 4 (2004)
- Pussyman's Decadent Divas 23 (2004)
- Pussyman's Decadent Divas 24 (2004)
- Schoolgirls (2004)
- She Squirts 14 (2004)
- Slexy (2004)
- Smoke Power (2004)
- Soloerotica 4 (2004)
- Sorority Splash 2 (2004)
- Strays (2004)
- Taboo 1 (2004)
- Teanna Kai's Sex in the Sun (2004)
- Women Seeking Women 8 (2004)
- Young Girls' Fantasies 7 (2004)
- Bad News Bitches 1 (2005)
- Bludreams 1 (2005)
- Blue Erotica (2005)
- Body Language (2005)
- Charlie's Knock Out Adventures 2 (2005)
- Exposed: Featuring Justine (2005)
- Fit To Be Tied (2005)
- Flawless 4 (2005)
- Girls Night Out 1 (2005)
- Jack's Playground 19 (2005)
- Lesbian Heaven (2005)
- Lesbian Seductions 3 (2005)
- Lesbian Training 1 (2005)
- Lip Stick Girls (2005)
- Little Tit Lesbos 2 (2005)
- Private Auditions (2005)
- Pussy Party 11 (2005)
- Pussyman's Decadent Divas 26 (2005)
- Pussyman's Decadent Divas 28 (2005)
- Raw Desire (2005)
- Sleepy Seduction 3 (2005)
- Soloerotica 8 (2005)
- Stripnotized 16 (2005)
- Top Ten Hottest Women (2005)
- Topsy Turvy (2005)
- Trisha's Bitches 2 (2005)
- Welcome to the Valley 6 (2005)
- Women Seeking Women 11 (2005)
- Wonderland (2005)
- Bad News Bitches 2 (2006)
- Barefoot Confidential 43 (2006)
- Blacklight Beauty (2006)
- Boobs Of Hazzard 2 (2006)
- Charlie's Knock Out Adventures 3 (2006)
- Chasey's Lipstick Lesbians (2006)
- Coed Teasers 3 (2006)
- Cum When I Cum (2006)
- Decline Of Western Civilization (2006)
- Finger Licking Good 3 (2006)
- Girls In Pink (2006)
- Girlvana 2 (2006)
- Hush (2006)
- Knocked Out Beauties 12 (2006)
- Lascivious Liaisons (2006)
- No Cocks Allowed 2 (2006)
- Pussy Party 18 (2006)
- Sapphic Liaisons 3 (2006)
- Taboo 22 (2006)
- Teagan's Juice (2006)
- Up In The Club: New York (2006)
- Valentina (2006)
- Virgin Patrol 2 (2006)
- All American Girls (2007)
- Before They Were Stars 2 (2007)
- By Appointment Only 4 (2007)
- Carmen and Ava (2007)
- Centerfolds Caught in Action 1 (2007)
- Charlie's Knock Out Adventures 4 (2007)
- Charlie's Knock Out Adventures 5 (2007)
- Colors (2007)
- Dirty Divas (2007)
- Dirty Talk (2007)
- Drive (2007)
- Filthy Rich Girls 2 (2007)
- Filthy's Dirty Cut 2 (2007)
- House of Perez (2007)
- Intimate Invitation 8 (2007)
- Intimate Invitation 9 (2007)
- It Barely Fits 1 (2007)
- Jana Cova in Blue (2007)
- Jenna Haze Oil Orgy (2007)
- Just Legal Babes 1 (2007)
- Latex Kink 1 (2007)
- Lesbian Tutors 5 (2007)
- Lesbians Gone Wild (2007)
- Lickalicious 4 (2007)
- My Neighbor's Wife (2007)
- Naughty Girls (2007)
- Nautica Thorn: All Access (2007)
- Nice Girls Are Easy... to Tie and Gag (2007)
- Nikki's Lipstick Lesbians (2007)
- Rubber Manor (2007)
- Saturday Night Beaver (2007)
- Sex Mania (2007)
- Speakeasy (II) (2007)
- They Can't Make Trouble If They're Tied Up and Gagged (2007)
- Too Hot to Handle (2007)
- Women Seeking Women 36 (2007)
- Young Hot And Bothered (2007)
- All Alone 3 (2008)
- Ashlynn Goes To College 3 (2008)
- Erica's Fantasies (2008)
- Exposed: Featuring Jana Cova (2008)
- Fem: Vivace (2008)
- Hose on Hoes (2008)
- Hot Showers 17 (2008)
- Hotley Crew (2008)
- House of Jordan 2 (2008)
- Intimate Invitation 10 (2008)
- Intimate Invitation 11 (2008)
- Jack's Big Ass Show 7 (2008)
- Jana Cova: Erotique (2008)
- Lesbian Teen Hunter 1 (2008)
- Lesbian Tutors 7 (2008)
- Lesbians Love Sex 1 (2008)
- My First Girlfriend (2008)
- Painful Lessons (2008)
- Real College Girls: Lesbian Stories 1 (2008)
- Shades of Romona (2008)
- Shameless Amateurs 1 (2008)
- Soloerotica 10 (2008)
- Taboo: Bound and Tied (2008)
- Who Let the Cats Out (2008)
- Woman's Touch 1 (2008)
- Women Seeking Women 41 (2008)
- Women Seeking Women 45 (2008)
- 101 Natural Beauties (2009)
- Asseaters Unanimous 20 (2009)
- Bondage Maid Cafe (2009)
- Bree Exposed (2009)
- Cock Tease 1 (2009)
- Cyber Sluts 9 (2009)
- Fox Holes (2009)
- Her First Lesbian Sex 17 (2009)
- I Kissed a Girl and I Liked It (2009)
- Intimate Invitation 12 (2009)
- Kittens and Cougars 1 (2009)
- Lesbian Nation (2009)
- Lust 2 (2009)
- Nymphetamine 1 (2009)
- Nymphetamine Solamente 1 (2009)
- Pornstarslick (2009)
- Real College Girls: Lesbian Stories 3 (2009)
- We Live Together.com 11 (2009)
- We Live Together.com 8 (2009)
- All Girl Revue 9 (2010)
- All Girls All the Time 1 (2010)
- Babes Illustrated 20 (2010)
- Barely Legal Boarding School Girls (2010)
- Bree and Teagan (2010)
- Condemned (2010)
- Girls Banging Girls 5 (2010)
- Interns 1 (2010)
- Just You And Me (2010)
- Lust (2010)
- Magician's Assistant and Abducted Secretary (2010)
- Masturbation Nation 6 (2010)
- Power Munch 5 (2010)
- Pussy Eating Club 2 (2010)
- Seduced By A Real Lesbian 7 (2010)
- Strap-On Sunny (2010)
- Superstar Showdown 2: Asa Akira vs. Kristina Rose (2010)
- Tribade Sorority 3 (2010)
- We Live Together.com 10 (2010)
- We Live Together.com 13 (2010)
- Anastasia Pierce Is All Tied Up (2011)
- Cougar Recruits 5 (2011)
- Every Rose Has Its Thorn (2011)
- Girls in White 2011 3 (2011)
- Girls Kissing Girls 8 (2011)
- Girls Only (2011)
- Joy (2011)
- Lesbian Lust 4 (2011)
- Mommy and Me 2 (2011)
- My Mom's Best Friend (2011)
- No Boys Allowed 1 (2011)
- Sex Angels (2011)
- Sex Sex Sex 1 (2011)
- Tila Tequila Uncorked (2011)
- Toy Sluts (2011)
- Unplanned Orgies 4 (2011)
- Young Hot and Lesbian (2011)
- All Girls All the Time 2 (2012)
- All Holes No Poles 16 (2012)
- Young Sorority Sisters with Toys 2 (2012)
- Mommy's Girl (2013)